# Oklahomské závody o půdu

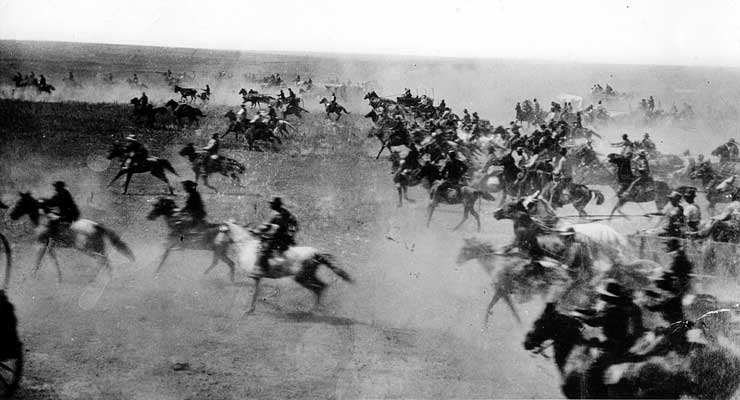
Velký run v roce 1889

Oklahomské závody o půdu (anglicky Land runs, v jednotném čísle Land run nebo Land rush) byly Spojenými státy americkými organizované zábory půdy odkoupené vládou USA od indiánů mnoha různých kmenů (například to byli Čerokézové, Čejeni, Čikasavové, Čoktavové, Kikapové, Kríkové, Čejeni, Komančové a Apači) ve státě Oklahoma. Probíhaly v zásadě na principu, že ten, kdo si první půdu vyznačil, ji směl poté zaregistrovat a stal se jejím vlastníkem. Zábory začínaly po daném znamení, a potenciální vlastníci se potom rozběhli zabírat pozemky.
- První a nejslavnější zábor proběhl 22. dubna 1889 na území dnešních oklahomských okresů Canadian, Cleveland, Kingfisher, Logan, Oklahoma a Payne.
- 22., 23. a 28. září 1891 proběhly zábory na území dnešních okresů Pottawatomie a Lincoln.
- Další zábor se konal 19. dubna 1892 na bývalém území Čejenů a Arapahů.
- Zábor 16. září 1893 se anglicky označuje Cherokee Strip Land Run (Závod o čerokézský pruh půdy) a byl co do rozsahu území největší ze všech.
- Poslední velký zábor se konal roku 1895 na bývalém území Kikapů. Poté se zabírání bývalé indiánské půdy provádělo většinou již aukcemi konanými obálkovou metodou.
- Poslední a malý závod o půdu proběhl 6. srpna 1901 v obci Arcadia.